# T.J. Brodie
T.J. Brodie (Chatham, Ontario, 7 de junio de 1990), apodado Brods o Brodes, es un jugador profesional canadiense de hockey sobre hielo que se desempeña en la posición de defensor izquierdo en Toronto Maple Leafs, equipo de la National Hockey League (NHL).

## Carrera
Fue seleccionado en la cuarta ronda en la NHL Entry Draft de 2008. En 2010 hizo su debut profesional con el equipo Calgary Flames, en el cual jugó diez temporadas (2010-2020), después pasó a Toronto Maple Leafs, donde lleva jugando cuatro temporadas.